# Старе Лесьне-Богатери
Старе Лесьне-Богатери (пол. Stare Leśne Bohatery) — село в Польщі, у гміні Ліпськ Августівського повіту Підляського воєводства.
Населення — 57 осіб (2011).
У 1975-1998 роках село належало до Сувальського воєводства.

## Демографія
Демографічна структура станом на 31 березня 2011 року:
|          | Загалом | Допрацездатний вік | Працездатний вік | Постпрацездатний вік |
| -------- | ------- | ------------------ | ---------------- | -------------------- |
| Чоловіки | 27      | 4                  | 14               | 9                    |
| Жінки    | 30      | 8                  | 9                | 13                   |
| Разом    | 57      | 12                 | 23               | 22                   |